# 汀田镇
汀田镇是中国浙江省温州市瑞安市下辖的一个镇。位于飞云江畔北岸，面积21.20平方千米，海岸线长2.12千米。汀田镇辖1个居民区（营兴）、30个行政村（汀十、汀一、汀二、汀三、汀四、汀五、汀六、汀七、汀八、汀九、金前、金后、山上陈、凤岙、繁里、荣里、富里、强里、建光、联光、宣前、宣中、联盟、寨下、联西、联余、香桥、联胜、联前、南潮），总人口为4.46万人。
镇政府驻汀十村，邮政编码：325206。

## 名称沿革
明嘉靖时属清泉乡八都。民国20年(1931年)分属汀川，厚泽两乡；24年，属汀董乡。32年属汀田、厚学两乡；1948年与董田乡合并为董吞乡； 1949年复置汀田乡；1958年称汀田管理区；1961年称汀田人民公社；1985年从汀田乡中析置里学与大典下两乡，1992年汀田、大典下、里学三乡合并，改为汀田建制镇。